# The Sea Urchin
The Sea Urchin er en amerikansk stumfilm fra 1913 af Edwin August.

## Medvirkende
- Jeanie Macpherson.
- Lon Chaney som Barnacle Bill
- Robert Z. Leonard.
- Lawrence Peyton.
- Gertrude Short.